# 围困中南海事件
围困中南海事件，是指1967年文化大革命期间，由四人帮江青等人策划指挥的针对时任中国国家主席刘少奇的一系列事件。

## 概述
1967年夺权运动后，派性斗争不断升级，力引导群众“掌握斗争大方向”。1967年6月1日，《红旗》、《人民日报》以醒目黑体字全文引用中共中央主席毛泽东《炮打司令部》的大字报，将运动的首要目标是打倒国家主席刘少奇。7月初，刘少奇在文化大革命初曾蹲点的北京建工学院八一战斗团率先于中南海西门外设立“揪刘前线指挥部”，在江青、陈伯达、戚本禹等人的支持下；7月13日起，北京各大专院校、机关团体的一百多个群众组织数十万人在中南海墙外汇成“揪刘火线”，扬言要冲进中南海，揪出刘少奇。8月5日，进而在天安门广场召开了上百万人的誓师大会。与此相呼应，在中南海刘少奇、邓小平、陶铸的住处分别召开了“批斗刘、邓、陶大会”。由于国务院总理周恩来的制止，才没有造成直接冲击中南海的事件。8月4日，中央文革小组根据毛泽东的意见作出解除围困中南海的决定。8月7日，刘少奇写信给毛泽东，提出辞去国家主席职务。